# Hapigia notha
Hapigia notha är en fjärilsart som beskrevs av Heinrich Benno Möschler 1883. Hapigia notha ingår i släktet Hapigia och familjen tandspinnare. Inga underarter finns listade i Catalogue of Life.